# علی شریعتمداری
علی شریعتمداری (۱۵ دی شیراز از ۱۳۰۲ – ۲۰ دی ۱۳۹۵ شیراز) وزیر فرهنگ و آموزش عالی در دولت موقت مهدی بازرگان و عضو شورای عالی انقلاب فرهنگی بود.
وی همچنین اولین رئیس فرهنگستان علوم در بعد از انقلاب اسلامی بوده‌است.

## تحصیلات
وی مدرک کارشناسی فلسفه را از دانشگاه تهران، کارشناسی ارشد را از دانشگاه میشیگان و دکترا را از دانشگاه تنسی دریافت نمود. وی استاد دانشگاه تربیت معلم دانشگاه شیراز و دانشگاه اصفهان و دانشگاه آزاد بود. شریعتمداری تحصیلات ابتدایی و متوسطه خود را در شهر شیراز به پایان رسانید و موفق به اخذ درجه لیسانس در دو رشتهٔ فلسفه و علوم تربیتی در سال ۱۳۳۲ و علوم قضایی در سال ۱۳۳۵ شد. وی کارشناسی ارشد رشته آموزش متوسطه را در سال ۱۳۳۶ از دانشگاه میشیگان و دکترای فلسفه، تعلیم و تربیت و برنامه‌ریزی درسی را در سال ۱۳۳۸ از دانشگاه تنسی دریافت کرد.

## فعالیت‌های سیاسی
شریعتمداری از اعضای شورای مرکزی حزب مردم ایران بوده و از زمان تأسیس تا سال ۱۳۵۷ در این حزب فعالیت می‌کرد او پس از انقلاب از فعالیت‌های سیاسی کناره گرفت.

## فعالیت‌های آموزشی
علی شریعتمداری خدمات آموزشی خود را از آموزش و پرورش آغاز کرد و طی سال‌های ۱۳۲۱ تا ۱۳۲۸ به عنوان آموزگار و از سال ۱۳۳۰ لغایت ۱۳۳۵ به‌عنوان دبیر به تدریس پرداخت. وی از سال ۱۳۳۹ به عنوان دانشیار علوم تربیتی دانشگاه شیراز و از سال ۱۳۴۳ به عنوان استاد علوم تربیتی دانشگاه اصفهان به تدریس مشغول شد و طی سال‌های ۱۳۴۴ تا ۱۳۴۶ به عنوان استاد مدعو در دانشگاه‌های ایندیا و تنسی نیز به تدریس مشغول بود. شریعتمداری از سال ۱۳۵۸ تاکنون استاد تعلیم و تربیت در دانشگاه تربیت معلم تهران است.
از اهم سمت‌های اجرایی شریعتمداری، سرپرستی دانشکده علوم تربیتی دانشگاه اصفهان، عضویت در ستاد انقلاب فرهنگی، سرپرستی گروه علوم انسانی شورای عالی انقلاب فرهنگی، سرپرستی گروه‌های برنامه‌ریزی در شورای عالی برنامه‌ریزی، کمیته علوم تربیتی، شورای خبرگان بدون مدرک، و عضویت در هیئت مرکزی گزینش استاد، شورای آموزش و پرورش، و ریاست فرهنگستان علوم جمهوری اسلامی ایران بوده‌است. علی شریعتمداری همچنین عضو شورای پژوهش‌های علمی کشور، سرپرست مؤسسه تحقیقات تربیتی دانشگاه تربیت معلم و عضو شورای پژوهشی دانشگاه اصفهان بوده‌است. وی سابقه عضویت در هیئت رئیسه انجمن‌های ایرانی تعلیم و تربیت، فلسفه تعلیم و تربیت، و نیز انجمن روانشناسی ایران را دارد. وی مدال درجه یک علمی و نشان درجه یک تعلیم و تربیت جمهوری اسلامی ایران را نیز دریافت کرده‌است و مدیر مسئول چهار مجله علمی بوده‌است.

## تالیفات
شریعتمداری مؤلف ۲۴ جلد کتاب، مترجم ۶ عنوان کتاب، مؤلف ۷۰ عنوان مقاله علمی، اجتماعی، فرهنگی، مذهبی و مترجم ۱۸ مقاله و مجله علمی بوده‌است.
از جمله آثار استاد می‌توان به کتاب‌های آموزش در حوزه و دانشگاه، روشنفکر کیست، تعلیم و تربیت اسلامی، جایگاه علوم انسانی در تولید علم، چگونگی ارتقاء سطح علمی کشور، نقد و خلاقیت در تفکر، نقد آرا برخی از دانشمندان معاصر، تعالیمات حضرت علی و نظر شهید مطهری، و سیاست و خردمندی اشاره کرد.

## درگذشت
وی در سن ۹۳ سالگی و به علت کهولت سن، در تاریخ ۲۰ دی ۱۳۹۵، در شهر شیراز دیده از جهان فروبست. در تاریخ ۲۳ دی ۱۳۹۵ از دانشگاه خوارزمی تهران به سمت قطعه ۱۱۰ بهشت زهرا تشییع و در آنجا به خاک سپرده شد.